# اقتصاد قيمي
الاقتصاد القيمي (أو المعياري) هو ذلك الفرع من علم الاقتصاد الذي يتضمن أحكام قيمية - من المنظور الاقتصادي- حول ما هو الوضع الأفضل للاقتصاد مالذي يجب أن يكون عليه، وذلك على عكس الاقتصاد الوضعي الذي يعنى فقط الحقائق الاقتصادية‘ وهو في الغالب يعبر عن مناصرته لمدرسة فكرية دون أخرى‘ فيوضح السياسة الواجب اتخاذها سواء من قبل الفرد أو المجتمع أي أن الاقتصاد القيمي يمثل وجهة نظر أو رأي حول الواقع‘ فإذا قلنا أن الدول المصدرة للنفط يجب أن تزيد أسعار النفط لزيادة إيراداتها النفطية وإذا قلنا إنه على الدولة أن تقترض رأس المال لكي تزيد من إمكاناتها الإنتاجية فلقد قدمنا رأيا معينا تجاه علاقة معينة وهذا الرأي يمكن أن يختلف فيه اثنان على العكس من العلاقة الموضوعية.